# Alegeri generale în România, 1927
Alegerile generale din Regatul României din 1927 s-au ținut în luna iunie a anului respectiv. Camera Deputaților a fost aleasă la data de 7 iunie, în timp ce Senatul a fost ales în trei etape la 10, 12 și 14 iunie. Rezultatul a fost victoria Partidului Național Liberal (PNL), care a câștigat 318 din 387 de locuri în Camera Deputaților și 92 din 113 locuri în Senat aleși prin vot universal acordat doar bărbaților.

## Rezultate
| Partid                         | Camera Deputaților | Camera Deputaților | Camera Deputaților | Camera Deputaților | Senat  | Senat | Senat  | Senat |
| Partid                         | Voturi             | %                  | Locuri             | +/-                | Voturi | %     | Locuri | +/-   |
| ------------------------------ | ------------------ | ------------------ | ------------------ | ------------------ | ------ | ----- | ------ | ----- |
| Partidul Național Liberal      | 1.704.435          | 62,7%              | 318                | +302               |        |       | 92     | +92   |
| Partidul Național Țărănesc     | 610.149            | 22,5%              | 54                 | Nou                |        |       | 17     | Nou   |
| Blocul Maghiaro-German         | 173.517            | 6,4%               | 15                 | Nou                |        |       | 1      | Nou   |
| Partidul Poporului             | 53.371             | 2,0%               | 0                  | -292               |        |       | 0      | -107  |
| Partidul Social-Democrat Român | 50.059             | 1,8%               | 0                  | 0                  |        |       | 0      | 0     |
| Blocul Muncitoresc-Țărănesc    | 31.505             | 1,3%               | 0                  | 0                  |        |       | 0      | 0     |
| Partidul Naționalist-Democrat  | 28.157             | 1,0%               | 0                  | Nou                |        |       | 0      | Nou   |
| Legiunea Arhanghelului Mihail  | 10.761             | 0,4%               | 0                  | Nou                |        |       | 0      | Nou   |
| Consiliul Comercianților       | 154                | 0,0%               | 0                  | 0                  |        |       | 0      | 0     |
| Alte partide                   | 2.884              | 0,1%               | 0                  | -                  |        |       | 0      | -     |
| Voturi invalidate/amânate      | 45.306             | -                  | -                  | -                  |        | -     | -      | -     |
| Total                          | 2.762.779          | 100                | 387                | 0                  |        |       | 113    | -2    |
| Votanți înregistrați/prezență  | 3.586.086          | 77,0%              | -                  | -                  |        |       | -      | -     |